# Plorec-sur-Arguenon
Plorec-sur-Arguenon é uma comuna francesa na região administrativa da Bretanha, no departamento Côtes-d'Armor. Estende-se por uma área de 13,51 km². Em 2010 a comuna tinha 420 habitantes (densidade: 31,1 hab./km²).